# Danica White
Danica White ist der ehemalige Name eines Küstenmotorschiffs der dänischen Reederei H. Folmer & Co. Das Schiff wurde 2007 im Indischen Ozean von somalischen Piraten gekapert.

## Geschichte

### Bau und Einsatz
Das Schiff wurde unter der Baunummer 34 auf der dänischen Werft Sakskøbing Maskinfabrik & Skibsværft in Sakskøbing als eins von vier baugleichen Schiffen gebaut und im August 1985 fertiggestellt. Es wurde von der in Kopenhagen ansässigen Reederei H. Folmer & Co. weltweit in der Trampschifffahrt eingesetzt.
2012 wurde das Schiff an die chilenische Reederei Transportes Maritimos Kochifas (Transmarko) verkauft und in Caleta Anahuac umbenannt. Das Schiff wird unter anderem für die Versorgung von Aquakulturen genutzt.

### Piratenangriff und Kaperung
Das Schiff wurde am 1. Juni 2007 gegen 10:15 Uhr Ortszeit im Indischen Ozean von somalischen Piraten angegriffen und gekapert. Das Schiff befand sich östlich von Mogadischu auf einer Reise von Sharjah in den Vereinigten Arabischen Emiraten nach Mombasa in Kenia. Das Schiff hatte Baumaterial, Bohrgestänge, Bohrzement und einen Container geladen. An Bord befanden sich fünf Seeleute.
Das Schiff befand sich nach einer Warnung des Maritime Liaison Office (MARLO) in Bahrain, die eine Empfehlung enthielt, im Indischen Ozean mindestens 200 Seemeilen von der somalischen Küste entfernt zu bleiben, rund 205 Seemeilen vor der somalischen Küste. Zusätzliche Maßnahmen wie ein verstärkter Ausguck wurden nicht ergriffen. Die Piraten wurden daher auch erst entdeckt, als sie das Schiff enterten. Zwar hätte die Danica White aufgrund ihrer relativ geringen Geschwindigkeit den Piraten nicht entkommen, während des Angriffs aber Alarm auslösen können.
Während die Danica White sich auf dem Weg in Richtung der somalischen Küste befand, wurde sie vom US-amerikanischen Docklandungsschiff Carter Hall noch in internationalen Gewässern aufgebracht. Das Kriegsschiff zerstörte drei Skiffs der Piraten, konnte das Schiff aber nicht befreien, ohne die Schiffsbesatzung in Gefahr zu bringen. Berichten zufolge wurde die Danica White vor dem somalischen Küstenort Hobyo festgehalten.
Die Piraten forderten unterschiedlichen Berichten zufolge zwischen 1 Mio. und 1,5 Mio. US-Dollar Lösegeld. Die Verhandlungen über die Lösegeldzahlung zogen sich über mehrere Monate hin. Schiff und Besatzung wurden nach 83 Tagen, am 22. August 2007, freigelassen. Medienberichten zufolge wurden 723.000 US-Dollar Lösegeld gezahlt. Das Schiff fuhr nach der Freilassung begleitet vom französischen Hochseepatrouillenboot Commandant Blaison (F793) nach Dschibuti, wo die Besatzung ausgetauscht wurde.
Die dänische Gewerkschaft 3F verklagte in der Folge die Reederei des Schiffes auf Schadensersatz für die Seeleute, scheiterte damit aber vor Gericht. Alle fünf Besatzungsmitglieder wurden 2011 vom dänischen Staat als Gewaltopfer entschädigt.
Mohamed Abdi Hassan, der hinter der Kaperung der Danica White und zahlreicher weiterer Schiffe gesteckt haben sollte, wurde im Oktober 2013 im Zusammenhang mit einem erfundenen Filmprojekt nach Belgien gelockt und dort verhaftet. Er wurde in einem Prozess zu 20 Jahren Haft verurteilt.

## Technische Daten und Ausstattung
Das Schiff wird von einem Viertakt-Sechszylinder-Dieselmotor des Motorenherstellers Aabenraa Motorfabrik Heinrich Callesen mit 588 kW Leistung angetrieben, der auf einen Verstellpropeller wirkt. Das Schiff erreicht eine Geschwindigkeit von rund 9 kn. Für die Stromerzeugung stehen zwei von Dieselmotoren angetriebene Generatoren mit 90 kVA Scheinleistung zur Verfügung. Weiterhin wurde ein von einem Dieselmotor angetriebener Hafen- und Notdiesel mit 37 kVA Scheinleistung verbaut.
Das Schiff verfügt über einen Laderaum. Dieser ist im Oberraum 39 m lang und 8,6 m breit und im Unterraum 36 m lang und 8,45 m breit. Der Laderaum lässt sich durch ein Zwischendeck vertikal unterteilen. Das Zwischendeck kann in zwei Höhen eingehängt werden. Die Ladeluke ist 33,6 m lang und 7,6 m breit. Sie ist durch MacGregor-Single-Pull-Lukendeckel verschlossen, die mit Ketten nach vorne bzw. hinten aufgezogen werden können. Der Laderauminhalt beträgt 2102 m³ für Stückgüter bzw. 1950 m³ für Schüttgüter.
Die Tankdecke kann mit 5,2 t/m², das Zwischendeck mit 2,3 t/m² und die Lukendeckel mit 1,32 t/m² belastet werden. Das Schiff war mit einem aus zwei Masten mit jeweils einem Ladebaum bestehendem Ladegeschirr ausgerüstet. Je einer der Masten stand vor bzw. hinter der Ladeluke. Die Ladebäume konnten jeweils etwa die Hälfte der Luke bedienen und 5 t heben. Das Ladegeschirr wurde 2012 entfernt. Die Decksaufbauten befinden sich im hinteren Bereich des Schiffes.

## Trivia
Der Drehbuchautor und Regisseur des Films Kapringen (Hijacking – Todesangst … In der Gewalt von Piraten), Tobias Lindholm, wurde durch die Entführung der dänischen Frachtschiffe Danica White im Jahr 2007 und CEC Future im Jahr 2008 zu seinem Film inspiriert.